# Мобилно плаћање
Мобилно плаћање, познато и као мобилни новац, мобилни трансфер новца или мобилни новчаник, обухвата различите услуге обраде плаћања које се обављају преко мобилних уређаја у складу са финансијским прописима. Уместо традиционалних метода као што су готовина, чекови или кредитне картице, потрошачи могу користити апликације за плаћање на својим мобилним уређајима како би платили широк спектар дигиталних или физичких добара и услуга.
Иако концепт алтернативних облика валуте има дугу историју, тек у 21. веку технологија је постала довољно напредна и доступна да подржи овакве системе. Данас мобилно плаћање омогућава једноставне, брзе и сигурне трансакције, чиме значајно доприноси дигитализацији финансијског сектора и модерном начину живота.

## Мобилно плаћање у земљама у развоју
У земљама у развоју, мобилна плаћања служе као важан начин за проширење услуга финансијских институција на заједнице познате као „небанкирани” или „делимично банкарски покривени” (underbanked).
Према извештају Financial Access 2009 Report под насловом „Пола света је небанкирано”, чак 50% светске одрасле популације нема приступ традиционалним финансијским услугама.
Овакве мреже за мобилна плаћања често се користе за микроплаћања, омогућавајући људима да врше мале трансакције без потребе за отварањем банковног рачуна. Захваљујући једноставности и приступачности мобилних технологија, мобилно плаћање је привукло значајна средства од јавних и приватних организација као што су:
- Bill & Melinda Gates Foundation
- United States Agency for International Development (USAID)
- Mercy Corps

## Раст мобилног плаћања и нове могућности
Према Европском платном савету (European Payments Council - EPC), мобилна плаћања постају кључни инструмент за пружаоце платних услуга (PSP) и друге учеснике на тржишту за постизање нових могућности раста. EPC истиче да нова технолошка решења побољшавају оперативну ефикасност, смањују трошкове и доводе до повећања обима пословања.

Мобилно плаћање омогућава финансијску инклузију и економски напредак, посебно у регионима где је традиционална банкарска инфраструктура ограничена или недоступна.

## Историја развоја мобилног плаћања
Мобилно плаћање је почело крајем 1990-их са плаћањем путем SMS порука. Први примери укључивали су плаћање паркинга и куповину карата за јавни превоз.
Током раних 2000-их, развој мобилних телефона и банкарских апликација омогућио је корисницима плаћање рачуна и пренос новца путем мобилних уређаја. Појавили су се први дигитални новчаници који су омогућили брже и сигурније трансакције.
Између 2010. и 2014. године, развој NFC технологије омогућио је брзо бесконтактно плаћање.  Технологија QR кодова такође је постала популарна као једноставна и приступачна метода за плаћање.

Данас је мобилно плаћање један од најраспрострањенијих облика безготовинског плаћања због своје практичности, брзине и сигурности.

## Начини мобилног плаћања

### 1. NFC (Near Field Communication) плаћање
NFC (Near Field Communication) технологија омогућава бесконтактно плаћање на кратким раздаљинама, обично до 4 цм. Корисник приближава свој мобилни уређај (паметни телефон или паметни сат) терминалу за плаћање који подржава NFC технологију
Трансакција се обавља у року од неколико секунди након што се изврши биометријска верификација или унос PIN-а.
Овај метод користи токенизацију, чиме се избегава директно преношење података са картице; уместо тога, шаље се једнократни токен за сваки појединачни процес плаћања.
Примери апликација које подржавају NFC плаћање:
- Google Pay
- Apple Pay
- Samsung Pay

NFC плаћање се све више користи у продавницама, супермаркетима, ресторанима, бензинским пумпама, као и у јавном превозу, што га чини веома практичним за свакодневну употребу.
Метода мобилног плаћања путем NFC технологије суочава се са значајним изазовима за широку и брзу примену. Ови изазови укључују недостатак одговарајуће инфраструктуре, сложен екосистем различитих заинтересованих страна и недостатак униформних  стандарда.
Упркос овим потешкоћама, поједини произвођачи телефона и банке показују велики ентузијазам за усвајање NFC технологије. Компаније попут Ericsson и Aconite омогућавају банкама да развијају апликације за мобилно плаћање које користе предности NFC технологије, чиме се настоји побољшати доступност и поједноставити процес плаћања. 

### 2. QR кодови
QR (Quick Response) је квадратни, дво-димензионални баркод који се користи за брзо плаћање и друге апликације. Ова технологија је у употреби од 1994. године и првобитно је била намењена за праћење производа у складиштима. За разлику од старијих једно-димензионалних баркодова, који само представљају бројеве који се накнадно тумаче из базе података, QR кодови садрже смислене информације директно у самом коду. Назив QR означава „Quick Response” (брз одговор), што рефлектује брзу обраду и читање података.
Ова метода је нарочито популарна јер не захтева додатну хардверску подршку осим камере на мобилном уређају.
Популарне апликације за QR плаћања:
- WeChat Pay
- Alipay
- PayPal

Једна од примена QR плаћања је мобилна самостална куповина (mobile self-checkout). Купци могу скенирати QR код или баркод производа у физичкој продавници и купити га на лицу места путем мобилног телефона. Овај процес смањује или елиминише чекање у редовима за касе, чак и на самопослужним киосцима.

### 3. Апликације за мобилно банкарство
Апликације за мобилно банкарство омогућавају корисницима приступ својим банковним рачунима и управљање финансијама у реалном времену.Кроз ове апликације могуће је вршити:
- Плаћање рачуна
- Пренос новца између рачуна
- Куповину производа или услуга
- Проверити стање и историју трансакција

Ове апликације пружају висок степен сигурности захваљујући методама као што су двофакторска аутентификација (2FA), биометријска идентификација (отисак прста, препознавање лица), као и шифровање података.

Примери апликација за мобилно банкарство:
- mBanking апликације локалних банака
- Revolut
- N2

### 4. SMS и USSD плаћање
SMS плаћање функционише тако што корисник шаље текстуалну поруку са одређеним информацијама као што су износ и прималац. Износ се наплаћује директно са банковног рачуна или се додаје на месечни рачун за мобилну услугу. Ова метода је погодна за плаћање ситних услуга попут паркинга, донација или куповину карата.
USSD плаћање (Unstructured Supplementary Service Data) омогућава корисницима да изврше плаћање уносом одређеног кода на мобилном телефону (нпр. *123#). Након уноса кода, на екрану се приказују опције за потврду плаћања. Ова метода је корисна у подручјима са слабом интернет конекцијом.

Карактеристике ових метода:
- Једноставна за коришћење
- Не захтевају интернет конекцију
- Идеалне за основна плаћања и услуге